# Navesink
Navesink is een plaats (census-designated place) in de Amerikaanse staat New Jersey, en valt bestuurlijk gezien onder Monmouth County.
Bezienswaardig is onder meer All Saint's Memorial Church.

## Demografie
Bij de volkstelling in 2000 werd het aantal inwoners vastgesteld op 1962.

## Geografie
Volgens het United States Census Bureau beslaat de plaats een oppervlakte van
2,3 km², geheel bestaande uit land.

## Plaatsen in de nabije omgeving
De onderstaande figuur toont nabijgelegen plaatsen in een straal van 8 km rond Navesink.